# Hottentotta
Hottentotta là một chi bọ cạp thuộc về họ Buthidae. Môi trường phân bố chính của chi này là ở châu Phi. Nhiều loài cũng được tìm thấy ở Trung Đông, vịnh Ả rập, nam Thổ Nhĩ Kỳ, Iraq, Iran, Afghanistan, Pakistan, Ấn Độ, Nepal, Đảo Cape, Slovenia (hiếm hơn) và Sri Lanka (loài du nhập).

## Các loài
Chi này có ít nhất từ 40-41 loài đã được biết đến
- Hottentotta alticola (Pocock, 1895)
- Hottentotta arenaceus (Purcell, 1902)
- Hottentotta buchariensis (Birula, 1897)
- Hottentotta caboverdensis Lourenço & Ythier, 2006
- Hottentotta conspersus (Thorell, 1876)
- Hottentotta finneganae Kovařík, 2007
- Hottentotta flavidulus Teruel & Rein, 2010
- Hottentotta franzwerneri (Birula, 1914)[5]
- Hottentotta fuscitruncus (Caporiacco, 1936)
- Hottentotta gentili (Pallary, 1924)[5]
- Hottentotta hottentotta (Fabricius, 1787)
- Hottentotta jabalpurensis Kovařík, 2007
- Hottentotta jalalabadensis Kovařík, 2007
- Hottentotta jayakari (Pocock, 1895)
- Hottentotta judaicus (Simon, 1872)
- Hottentotta khoozestanus Navidpour, Kovařík, Soleglad & Fet, 2008
- Hottentotta lorestanus Navidpour, Nayebzadeh, Soleglad, Fet, Kovařík & Kayedi, 2010
- Hottentotta mateui Lourenço, Duhem & Cloudsley-Thompson, 2012
- Hottentotta mazuchi Kovařík, 2013
- Hottentotta minax (L. Koch, 1875)
- Hottentotta minusalta Vachon, 1959
- Hottentotta mesopotamicus Lourenço & Qi, 2007
- Hottentotta niloticus (Birula, 1928)
- Hottentotta pachyurus (Pocock, 1897)
- Hottentotta pellucidus Lowe, 2010
- Hottentotta penjabensis (Birula, 1897)
- Hottentotta polystictus (Pocock, 1896)
- Hottentotta rugiscutis (Pocock, 1897)
- Hottentotta saulcyi (Simon, 1880)
- Hottentotta saxinatans Lowe, 2010
- Hottentotta scaber (Ehrenberg, 1828)
- Hottentotta schach (Birula, 1905)
- Hottentotta socotrensis (Pocock, 1898)
- Hottentotta songi (Lourenço, Qi & Zhu, 2005)
- Hottentotta sousai Turiel, 2014
- Hottentotta stockwelli Kovařík, 2007
- Hottentotta tamulus (Fabricius, 1798)
- Hottentotta trailini Kovařík, 2013
- Hottentotta trilineatus (Peters, 1861)
- Hottentotta ugandaensis Kovařík, 2013
- Hottentotta zagrosensis Kovařík, 1997
- Hottentotta syrticus (Borelli, 1914) và Buthotus (=Hottentotta) asimii Amir, Kamaluddin & Khan, 2004[1][6]